# Nawodzice (gromada)
Nawodzice – dawna gromada, czyli najmniejsza jednostka podziału terytorialnego Polskiej Rzeczypospolitej Ludowej w latach 1954–1972.
Gromady, z gromadzkimi radami narodowymi (GRN) jako organami władzy najniższego stopnia na wsi, funkcjonowały od reformy reorganizującej administrację wiejską przeprowadzonej jesienią 1954 do momentu ich zniesienia z dniem 1 stycznia 1973, tym samym wypierając organizację gminną w latach 1954–1972.
Gromadę Nawodzice z siedzibą GRN w Nawodzicach utworzono – jako jedną z 8759 gromad na obszarze Polski – w powiecie sandomierskim w woj. kieleckim, na mocy uchwały nr 13j/54 WRN w Kielcach z dnia 29 września 1954. W skład jednostki weszły obszary dotychczasowych gromad Nawodzice, Rybnica i Szymanowice Dolne (bez wsi Szymanowice Górne) ze zniesionej gminy Jurkowice w tymże powiecie. Dla gromady ustalono 11 członków gromadzkiej rady narodowej.
Gromadę zniesiono 31 grudnia 1959, a jej obszar włączono do gromad Sulisławice (wieś Rybnica, kolonię Bukówka oraz gajówki Rybnica, Dąbrowa i Kalki) i Klimontów (wsie Nawodzice i Szymanowice Dolne, kolonie Bociek Zagaje i Szymanowice Dolne, parcelacje Nawodzice, Żyznów i Szymanowice Dolne oraz gajówkę Zielonka).